# Labirintul (film din 1980)
Labirintul este un film românesc din 1980 regizat de Șerban Creangă. Rolurile principale au fost interpretate de actorii Virgil Andriescu, George Șofrag, Tudor Gheorghe.

## Distribuție
Distribuția filmului este alcătuită din:
- Virgil Andriescu — I.C. Frimu
- George Șofrag — Ștefan Gheorghiu
- Gelu Colceag — Avădanei
- Luminița Gheorghiu — Rozalia
- Carmen Galin — Yvonne
- Gelu Nițu — M.Gh. Bujor
- Ovidiu Schumacher — Mitu Cârligeanu
- Elisabeta Jar-Rozorea
- Nicolae Iliescu — Gheorghe Cristescu
- Florin Călinescu
- Tudor Gheorghe — N.D. Cocea
- George Oancea
- Ștefan Sileanu — Procurorul
- Florin Zamfirescu — Petrea
- Gabriel Iencec — Covalschi
- Dana Dogaru — Ana

## Primire
Filmul a fost vizionat de 1.433.494 de spectatori în cinematografele din România, după cum atestă o situație a numărului de spectatori înregistrat de filmele românești de la data premierei și până la data de 31 decembrie 2014 alcătuită de Centrul Național al Cinematografiei.